# NGC 1302
NGC 1302 é uma galáxia espiral barrada (SB0-a) localizada na direcção da constelação de Fornax. Possui uma declinação de -26° 03' 38" e uma ascensão recta de 3 horas, 19 minutos e 51,1 segundos.
A galáxia NGC 1302 foi descoberta em 1886 por Edward Emerson Barnard.